# Jarosław Zyskowski (ur. 1992)
Jarosław Robert Zyskowski junior (ur. 16 lipca 1992 we Wrocławiu) – polski koszykarz grający na pozycji rzucającego obrońcy lub niskiego skrzydłowego. Trzykrotny mistrz Polski. Obecnie zawodnik Trefla Sopot.
Wychowanek Śląska Wrocław, w którym występował od 2009 do 2012 roku. W swojej karierze reprezentował także barwy m.in. Anwilu Włocławek (2017–2019) i Polskiego Cukru Toruń (2014–2015). W sezonie 2013/2014 (w którym był zawodnikiem Asseco Gdynia), z powodu poważnej kontuzji kolana, nie wystąpił w żadnym spotkaniu ligowym.
Reprezentant kraju do lat 20, dwukrotny uczestnik mistrzostw Europy w tej kategorii wiekowej. W 2016 roku został powołany do reprezentacji Polski B. Następnie w 2020 roku do pierwszej reprezentacji Polski, na mecze eliminacyjne EuroBasket 2021.
Syn Jarosława Zyskowskiego.
27 października 2016 został zawodnikiem Rosy Radom. 9 lipca 2017 trafił do Anwilu Włocławek.
20 sierpnia 2019 podpisał kontrakt ze Stelmetem Enea BC Zielona Góra.
18 maja 2020 związał się do końca sezonu 2019/2020 z niemieckim klubem Rasta Vechta. 20 lipca dołączył do hiszpańskiego RETAbet Bilbao Basket.
12 lipca 2021 zawarł kolejną w karierze umowę z Zastalem Enea BC Zielona Góra. 13 czerwca 2022 został zawodnikiem Trefla Sopot.

## Osiągnięcia
Stan na 18 czerwca 2024, na podstawie, o ile nie zaznaczono inaczej.
Drużynowe
- Mistrz Polski:
  - 2018[13], 2019[14], 2020, 2024[15]
  - juniorów starszych (2011)
- Zdobywca:
  - Pucharu Polski (2023)[16]
  - Superpucharu Polski (2017[17], 2021[18])
- Finalista Superpucharu Polski (2018[19], 2023[20])

Indywidualne
- MVP:
  - sezonu EBL (2020 według dziennikarzy)[21]
  - Superpucharu Polski (2021)[22]
  - miesiąca EBL (wrzesień, październik 2019)[23]
  - kolejki EBL (5 – 2019/2020[24], 16 – 2021/2022[25])
- Najlepszy polski zawodnik EBL (2020 według dziennikarzy)[21]
- Zaliczony do:
  - I składu:
    - EBL (2020 przez dziennikarzy)[26]
    - kolejki EBL/OBL (16 – 2021/2022[27], 16 – 2022/2023[28], 3, 7, 12, 15 – 2023/2024[29][30][31][32])
    - mistrzostw Polski juniorów starszych (2011)

  - III składu EBL (2022 przez dziennikarzy)[33]
- Uczestnik konkursu rzutów za 3 punkty EBL, rozegranego podczas pucharu Polski (2020)[34]

Reprezentacja
- Uczestnik mistrzostw Europy:
  - 2022[35]
  - U–20 dywizji B (2011 – 9. miejsce, 2012 – 5. miejsce)

## Statystyki

### W rozgrywkach krajowych
| Sezon     | Drużyna                            | M  | S5 | MPG  | FG%   | 3P%   | FT%   | RPG | APG | SPG | BPG | PPG  |
| --------- | ---------------------------------- | -- | -- | ---- | ----- | ----- | ----- | --- | --- | --- | --- | ---- |
| 2009/2010 | Śląsk Wrocław (II liga)            | 21 |    | 20,0 | 38,5% | 37,1% | 77,6% | 1,0 | 1,0 | 0,5 | 0,0 | 8,1  |
| 2010/2011 | Śląsk Wrocław (II liga)            | 30 |    | 26,7 | 38,1% | 36,9% | 72,9% | 1,1 | 1,3 | 0,8 | 0,1 | 13,2 |
| 2011/2012 | Śląsk Wrocław (PLK)                | 7  | 0  | 5,2  | 12,5% | 0,0%  | 75,0% | 0,3 | 0,0 | 0,3 | 0,0 | 0,7  |
| 2011/2012 | WKK Wrocław (II liga)              | 7  |    | 28,9 | 47,6% | 41,7% | 81,6% | 2,4 | 1,3 | 0,9 | 0,1 | 18,0 |
| 2011/2012 | ŁKS Łódź (PLK)                     | 17 | 9  | 22,3 | 38,3% | 36,0% | 86,1% | 1,4 | 0,7 | 0,6 | 0,0 | 10,8 |
| 2012/2013 | Kotwica Kołobrzeg (PLK)            | 31 | 8  | 19,0 | 36,8% | 27,6% | 77,7% | 1,9 | 0,7 | 0,5 | 0,0 | 7,4  |
| 2014/2015 | Polski Cukier Toruń (PLK)          | 30 | 27 | 24,3 | 42,1% | 37,5% | 82,1% | 2,3 | 0,8 | 0,3 | 0,0 | 9,6  |
| 2015/2016 | Polfarmex Kutno (PLK)              | 35 | 33 | 28,9 | 39,2% | 42,1% | 82,5% | 2,3 | 1,0 | 0,7 | 0,0 | 12,0 |
| 2016/2017 | Rosa Radom (PLK)                   | 31 | 18 | 25,1 | 41,4% | 30,0% | 74,7% | 3,6 | 1,2 | 0,6 | 0,0 | 9,5  |
| 2017/2018 | Anwil Włocławek (PLK)              | 45 | 22 | 23,5 | 46,2% | 39,8% | 76,3% | 2,4 | 1,1 | 0,8 | 0,0 | 9,4  |
| 2018/2019 | Anwil Włocławek (PLK)              | 44 | 13 | 23,0 | 50,3% | 42,7% | 83,2% | 3,7 | 1,3 | 0,7 | 0,0 | 10,6 |
| 2019/2020 | Stelmet Enea BC Zielona Góra (PLK) | 22 | 19 | 27,3 | 53,8% | 46,8% | 88,2% | 3,5 | 1,6 | 0,7 | 0,0 | 15,7 |
| 2021/2022 | Enea Zastal BC Zielona Góra (PLK)  | 34 | 32 | 25,9 | 52,8% | 45,5% | 71,9% | 3,0 | 1,6 | 0,5 | 0,0 | 12,4 |

### W rozgrywkach międzynarodowych
| Sezon     | Drużyna                                          | M  | S5 | MPG  | FG%   | 3P%   | FT%   | RPG | APG | SPG | BPG | PPG  |
| --------- | ------------------------------------------------ | -- | -- | ---- | ----- | ----- | ----- | --- | --- | --- | --- | ---- |
| 2016/2017 | Rosa Radom (Liga Mistrzów)                       | 12 | 1  | 21,3 | 39,4% | 17,4% | 79,4% | 2,4 | 0,7 | 0,9 | 0,0 | 6,9  |
| 2018/2019 | Anwil Włocławek (Liga Mistrzów)                  | 14 | 3  | 20,2 | 49,3% | 40,7% | 76,3% | 2,9 | 0,9 | 0,5 | 0,0 | 8,0  |
| 2019/2020 | Stelmet Enea BC Zielona Góra (VTB United League) | 19 | 15 | 26,7 | 44,4% | 29,5% | 84,1% | 2,7 | 1,7 | 0,8 | 0,1 | 10,5 |